# Hillegem

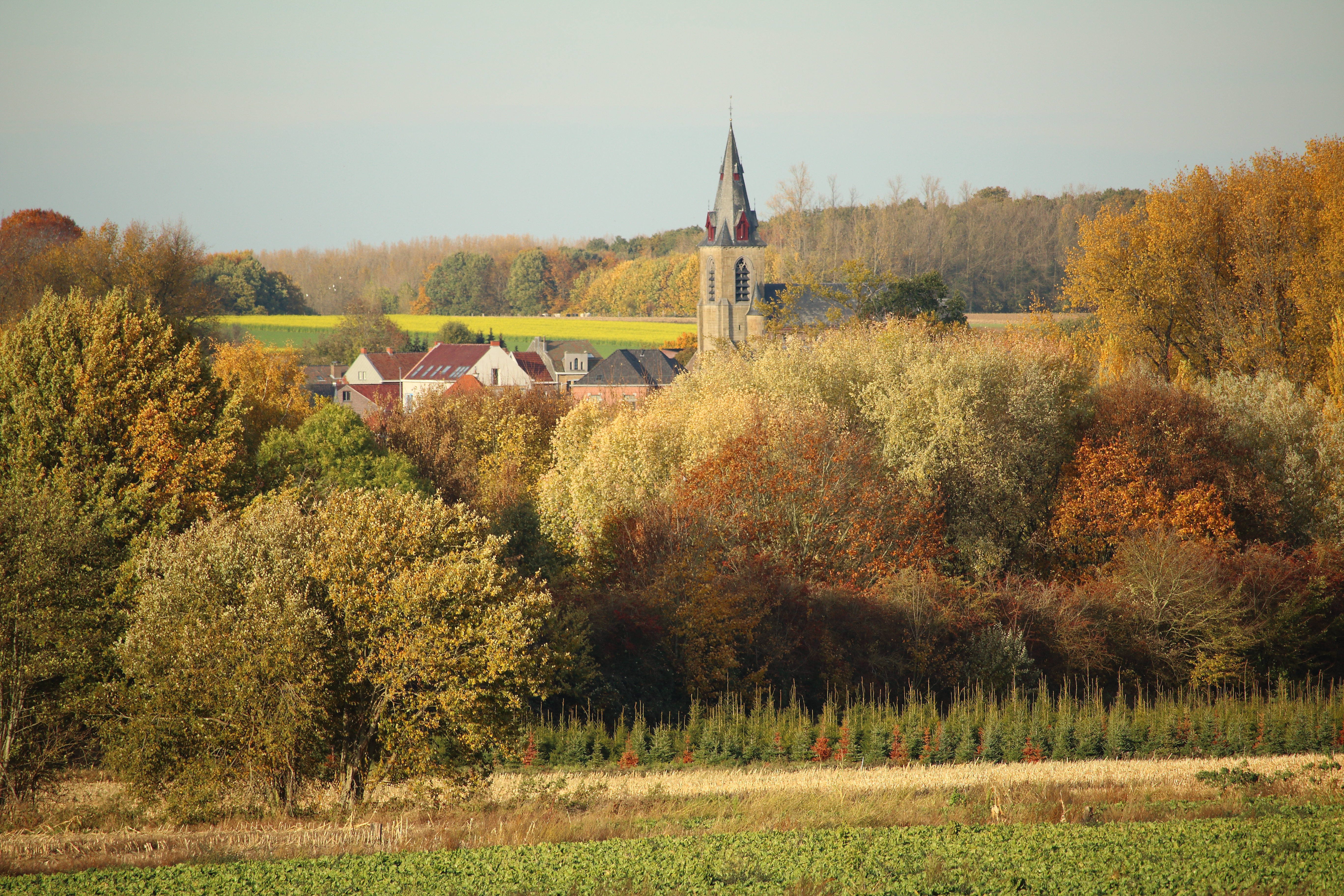
Zicht op Hillegem

Hillegem is een dorp in de Belgische provincie Oost-Vlaanderen en een deelgemeente van Herzele, het was een zelfstandige gemeente tot aan de gemeentelijke herindeling van 1977. 

## Toponymie
De naam van Hillegem wordt de eerste maal aangetroffen in de jaarboeken van de Gentse Sint-Pietersabdij tussen de jaren 811 en 870 als Hildenagahem, met aanduiding dat deze plaats gelegen was in de pagus Bracbantensis, "Juxta fluviola Borsitbace" of Borsbeke. In 1108, 1145 en 1201 schreef men Hillengem; in 1164 en 1198 Hillengen; in 1186 Hillenghem; in 1205 Hillegem en in een charter van 1218 terra Hillini. Met het oog op deze laatste schrijfwijze is het niet moeilijk de naam van dit dorp uit te leggen: Hille, Hillen of Hillo is een Oudgermaanse persoonsnaam, zodat Hillegem eenvoudig de woonplaats van de Hillen.

## Bezienswaardigheden
- De Sint-Bartholomeuskerk, neogotiek, uit 1876, met toren uit 1890.
- Verschillende oude boerderijen:
  - Schenkelshof, daterend uit 1399.
  - Hof de Meierij in de Diepestraat, destijds bewoond door de familie De Cock. Frans De Cock was eerder nog baljuw geweest, later werd hij burgemeester. Het hof werd bezit van de familie De Cock rond 1840.

## Natuur en landschap
Hillegem ligt in de Vlaamse Ardennen en de Denderstreek. De hoogte bedraagt 51-72 meter. 
De belangrijkste waterloop is de Molenbeek die ten zuiden van de dorpskom in oostelijke richting stroomt.

## Demografische ontwikkeling
- Bronnen:NIS, Opm:1831 tot en met 1970=volkstellingen; 1976 = inwoneraantal op 31 december

## Evenementen
Aangezien de naamdag van Sint-Bartholomeus op 24 augustus valt, is er de eerste zondag na 24 augustus een kermis aanwezig.

## Politiek

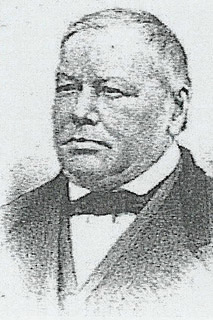
Bernard-Victor De Cock

### Burgemeesters
Jean-Baptiste d'Hane de Steenhuyse werd burgemeester onder het Franse keizerrijk. De familie De Cock zal bijna de gehele 19e eeuw het burgemeestersambt bekleden in Hillegem: Frans tot 1818, Pieter van 1818 tot 1872, Bernard-Victor (1819-1881) tussen 1872 en 1880. Een andere burgemeestersdynastie is Talloen: Edmond van 1896 tot 1920, Remi van 1921 tot 1932, Albert van 1961 tot 1964. De laatste burgemeester van Hillegem was "Magerman Cyrille" van 1964 tot 1976 (daarna fusie met Herzele).

## Nabijgelegen kernen
Leeuwergem, Oombergen, Borsbeke, Herzele, Sint-Lievens-Houtem
Deelgemeenten: Borsbeke · Herzele · Hillegem · Ressegem · Sint-Antelinks · Sint-Lievens-Esse · Steenhuize-Wijnhuize · Woubrechtegem

Belgische gemeenten · Arrondissement Aalst · Oost-Vlaanderen · Vlaanderen